# مایک اسمیت
مایک اسمیت (انگلیسی: Mike Smith؛ زادهٔ ۱۹۳۷ (۸۷–۸۸ سال)) بازیکن فوتبال اهل بریتانیا است.وی در سال ۱۹۸۶ تیم ملی فوتبال مصر را به مقام قهرمانی جام ملت‌های آفریقا رساند.
از باشگاه‌هایی که در آن بازی کرده‌است می‌توان به باشگاه فوتبال کورینتیان کاسولس اشاره کرد.